# Perdita lustrans
Perdita lustrans är en biart som beskrevs av Timberlake 1964. Perdita lustrans ingår i släktet Perdita och familjen grävbin. Inga underarter finns listade i Catalogue of Life.